# Lasioglossum eomontanum
Lasioglossum eomontanum là một loài Hymenoptera trong họ Halictidae. Loài này được Ebmer mô tả khoa học năm 2006.